# Autania
Die Autania Aktiengesellschaft für Industriebeteiligungen mit Sitz in Kelkheim bei Frankfurt ist eine ehemals börsennotierte Managementholding für mittelständische Unternehmen im europäischen Werkzeug- und Maschinenbau.

## Geschichte

### Auto Union (1932–1948; 1948–1979)
Die Autania-Geschichte geht zurück auf den 1932 gegründeten Automobilkonzern Auto Union AG.
Im Juni 1932 entstand auf Betreiben der Sächsische Staatsbank aus den Zschopauer Motorenwerken J. S. Rasmussen AG mit seiner Tochtergesellschaft Audiwerke AG Zwickau, der Horchwerke AG (ebenfalls Zwickau) und dem Automobilwerk Siegmar der Wanderer-Werke in Schönau bei Chemnitz die Auto Union AG mit Sitz in Chemnitz. Nach dem Zweiten Weltkrieg wurde das zuvor zu 90 % im Besitz des Staates Sachsen befindliche Unternehmen in der Sowjetischen Besatzungszone von der Sowjetischen Militäradministration in Deutschland (SMAD) enteignet und die Auto Union AG am 17. August 1948 aus dem Handelsregister in Chemnitz gelöscht.
Kurz darauf kam es in Essen zur Neugründung der Auto Union AG, welche die rechtliche Nachfolge antrat und den im Westteil befindlichen Immobilienbesitz des alten Unternehmens sowie die Patente und Namensrechte übernahm. Bereits im Dezember 1945 hatten in Ingolstadt unter eigener Regie ehemalige Mitarbeiter der Auto Union die Zentraldepot für AUTO UNION-Ersatzteile GmbH gegründet, aus der am 3. September 1949 die Auto Union GmbH hervorging, die wieder mit der Autoproduktion begann. Die Auto Union AG hingegen beschränkte sich auf die Verwaltung des Immobilienbesitzes und der Namens- und Patentrechte, da die ehemaligen Produktionsstandorte bis auf das frühere DKW-Werk in Berlin-Spandau allesamt auf DDR-Territorium lagen. Ende 1949 verkaufte die Auto Union sämtliche Patent- und Namensrechte an die Auto Union GmbH aus Ingolstadt. 1959 wurde die Auto Union GmbH in Ingolstadt von Daimler-Benz übernommen und schließlich 1964 an das Volkswagenwerk weitergereicht. Volkswagen übernahm 1969 noch den schwäbischen Hersteller NSU und fusionierte diesen im gleichen Zuge mit dem Ingolstädter Tochterunternehmen zur Audi NSU Auto Union AG (heutige Audi AG) mit Sitz in Neckarsulm. 1979 erwarb schließlich Volkswagen die noch verbliebenen Namensrechte an Auto Union von der Auto Union AG, die sich nun in Autania Verwaltungs- und Beteiligungsgesellschaft AG umbenannte.

### Autania Verwaltungs- und Beteiligungsgesellschaft (1979–1990)
Die Autania Verwaltungs- und Beteiligungsgesellschaft war in den 1980er Jahren an einigen kleineren Unternehmen der Umwelttechnikbranche beteiligt, trat ansonsten aber kaum in Erscheinung. 1990 stieg die Rothenberger Gruppe, tätig in der Umwelt- und Werkzeugtechnik, der hessischen Industriellenfamilie Rothenberger in das Unternehmen ein und erwarb eine Mehrheitsbeteiligung. Hierzu wurde (auch in Hinblick auf den anstehenden Konzernumbau) eine Kapitalerhöhung von 4 auf 64 Millionen DM in Form einer Sacheinlage der WMB Beteiligungsgesellschaft für Werkzeugmaschinenbau mbH (in welcher die Industrieaktivitäten der Familie Rothenberger – u. a. die Hermann Kolb GmbH, die Buderus Schleiftechnik GmbH und die Mauser Waldeck AG – gebündelt sind) getätigt. In den folgenden Jahren wurde die Autania umgebaut. Im Jahr 1990 wurde der Firmensitz des Konzerns nach Frankfurt verlegt und der Firmenname in Autania Aktiengesellschaft für Industriebeteiligungen geändert. Geplant war, die Autania in eine Holding für Minderheitsbeteiligungen in der Werkzeugbaubranche umzuwandeln.

### Autania Aktiengesellschaft für Industriebeteiligungen (1990–2000)
Im Zuge der Umgestaltung der Autania als Holding für Minderheitsbeteiligungen im deutschen Werkzeugmaschinenbau erwarb die AUTANIA eine Reihe von Beteiligungen an Unternehmen dieser Branche in Ost-Deutschland. Bedingt durch die schwere Absatzkrise 1993 nach Wegfall der Ost-Europäischen Märkte, von denen die Beteiligungen im großen Maße abhängig waren, musste die Autania trotz eines zwischenzeitlich gestärkten Eigenkapitals von 113 Millionen DM hohe Verluste hinnehmen. In Folge konnten Gesamtvollstreckungsverfahren und der Verlust von einzelnen Beteiligungen sowie eine starke Reduzierung des Eigenkapitals nicht vermieden werden. Dies führte zu einer schwierigen Situation für die Holding, die erst unter der Führung von Helmut Rothenberger ab 1996 den Kurs stabilisieren konnte.

### Autania – Advanced Technologies (seit 2000)
Bedingt durch das akquisitionsbedingte Wachstum und die Ausrichtung auf die Börse konnte die Aktie am 23. Dezember 2002 in den Kleinwerteindex SDAX der Deutschen Börse aufgenommen werden. 2003 übernahm dann die in Arbon in der Schweiz ansässige Isosolar Nordic Holding AG zunächst die Anteile der beiden Familienstämme Rothenberger. Dies führte dann zu einem Pflichtangebot an die weiteren Aktionäre, mit dem dann insgesamt 93,45 % der Anteile bei dem neuen Erwerber zusammengefasst werden konnten. Hinter der Isosolar Nordic Holding, die seit dem 21. April 2004 unter Autania International AG firmierte, standen mit 50 % Anteil die Mithril GmbH (Inhaber Immo Ströher, der zum Beispiel Q-Cells oder SOLON Aktien hielt bzw. hält), sowie Ralf E. Hess aus Kronberg.
Im Jahr 2006 kam es zu einem erneuten Eigentümerwechsel, bei dem die Mehrheit von 93,45 % der Aktien der Autania durch die Fässler & Partner Treuhand AG, heute firmierend unter Autania Holding AG mit Sitz in Arbon in der Schweiz, als eine 100%ige Tochtergesellschaft der Dr. Helmut Rothenberger Holding mit Sitz in Anif/Salzburg, Österreich, übernommen wurde. Im Jahr 2007 wurde dann durch eine Änderung der Besitzverhältnisse innerhalb der vorstehend genannten Aktionäre die Grundlage für ein Squeeze-out-Verfahren gelegt, das dann am 28. November 2007 von der Hauptversammlung beschlossen wurde. Im Oktober 2008 erfolgte die Eintragung des Squeeze-out-Beschlusses im Handelsregister Königstein.

## Konzernüberblick

### Beteiligungen
- Autania Services, Chemnitz
- WFL Millturn Technologies, Linz (Österreich)
- UNICUM Transmission de Puissance, St. Etienne (Frankreich)
- Profiroll Technologies, Bad Düben
- Zeulenroda Presstechnik, Zeulenroda

### Aktionärsstruktur
Die Autania ist Bestandteil der Dr. Helmut Rothenberger Holding - Gruppe.